# قتل الیسون پارکر و ادام وارد
در تاریخ ۲۶ اوت ۲۰۱۵ یک خبرنگار ۲۴ ساله به نام الیسون پارکر و یک تصویربردار ۲۷ ساله به نام ادام وارد کارکنان شبکه محلی دبلیو. دی. بی. جی هدف تیراندازی قرار گرفته و کشته شدند. این دو در حال ضبط و اجرای گزارش زنده تلویزیونی بودند که وستر فلاناگان کارمند سابق همین شبکه به آنها شلیک کرد. این واقعه در ساعت ۶:۴۶ بامداد در حالی اتفاق افتاد که مقتولان در حال انجام مصاحبه با یکی از مسئولان زن اداره صنعت و تجارت محلی دربارهٔ گردشگری بودند. با شنیده شدن صدای شلیک گلوله، دوربینی که برای فیلمبرداری این مصاحبه استفاده می‌شد، از دست فیلمبردار بر زمین می‌افتد.
ضارب مرد ۴۱ ساله‌ای به نام وستر لی فلانگان معروف به برایس ویلیامز بود که دو سال پیش ظاهراً به دلیل رفتار عصبی و پرخاشگرانه از محل کارش شبکه محلی دبلیو. دی. بی. جی اخراج شده بود. وی در جریان تعقیب و گریز به محاصره پلیس در آمد و متعاقب آن اقدام به خودکشی کرد، علی‌رغم انتقال به بیمارستان، وی در اثر جراحت وارده جان باخت.